# Vlag van Lesotho

Vlag van Lesotho (ratio 2:3)

De huidige vlag van Lesotho werd aangenomen op 4 oktober 2006 om het veertigjarig jubileum van het land te vieren. De vlag bestaat uit drie horizontale banden in de kleuren blauw, wit en groen, met in het midden een zwart embleem.

## Symboliek
Het ontwerp moet een vredige oriëntatie op de rest van de wereld alsmede binnenlandse vrede uitdrukken. De witte kleur staat voor vrede, blauw staat voor regen en groen voor rijkdom en de kracht om in het eigen voedsel te voorzien. Het embleem stelt het traditionele Basotho-hoofddeksel voor, de zogeheten mokorotlo. Dit is een nationaal symbool; ook het nieuwe parlementsgebouw in Maseru heeft de vorm van deze hoed gekregen.

Vlag van de Besotho National Party

De kleuren van de vlag komen ook voor in de vlag van de oppositionele Basotho National Party; twee ervan ook in de vlag van de regerende Lesotho Congress Democracy en die van de Basotho Congress Party.

## Ontwerp
De hoogte-breedteverhouding van de vlag is 2:3. De vlag bestaat uit drie horizontale banen, waarbij de middelste baan wat groter is dan de andere twee; hun onderlinge verhouding is 3:4:3. Het embleem staat in het midden van de witte baan en neemt 92% van de hoogte van die baan in.
De kleuren van de vlag zijn als volgt volgens de Pantonecodering gespecificeerd:
- blauw: Pantone Reflex Blue C;
- groen: Pantone Green 347 C.

## Geschiedenis
De huidige vlag is de derde vlag van het land. Ten tijde van de Britse kolonisatie van Basutoland voerde het gebied een Brits blauw vaandel met het embleem van Basutoland.

Union Jack diende als de vlag van Basutoland (1884-1966)
Onofficiële vlag van Basutoland (1951-1966)
Vlag van de Resident commissaris van Basutoland (1951-1966)

Vlag van Lesotho, 1966-1987

Vlag van Lesotho, 1987-2006

De eerste vlag werd op 4 oktober 1966 in gebruik genomen, de dag dat het land onafhankelijk werd van het Verenigd Koninkrijk. Deze vlag toont net als de huidige vlag het Basotho-hoofddeksel, maar dan in het wit op een blauwe achtergrond. Het blauw symboliseert de lucht en de regen; het wit van de hoed de vrede. Aan de linkerkant van de vlag staan twee verticale banen in de kleuren groen en rood; zij symboliseren respectievelijk de grond en overtuiging. Het oorspronkelijke idee van ontwerper Peter Hancock om ook geel in de vlag te verwerken ging niet door, omdat de Basotho Congress Party wilde dat de kleuren van de nationale vlag overeenkwamen met die van de partijvlag.
De tweede vlag werd aangenomen in 1987, nadat door middel van een militaire staatsgreep de Basotho National Party van de macht gestoten werd. Deze vlag toont het traditionele Sotho-schild, wat de verdediging van de vrede symboliseert. De kleuren blauw, wit en groen op de tweede vlag hebben dezelfde betekenis als op de huidige vlag.
In 1993 droegen de militairen de macht over aan een burgerregering, maar de vlag van 1987 bleef in gebruik. Vanwege de connectie met het militaire tijdperk wensten veel mensen echter de komst van een nieuwe vlag; dit gebeurde uiteindelijk in 2006.